# Spartaco Bandinelli
Spartaco Bandinelli (n. 27 martie 1921, Velletri, Lazio, Regatul Italiei – d. 17 februarie 1997, Velletri, Lazio, Italia) a fost un boxer ce a reprezentat Italia, medaliat olimpic. A participat la o ediție a Jocurilor Olimpice (1948) în care a câștigat o medalie de argint.

## Participări
Lista de mai jos prezintă principalele competiții la care a participat Spartaco Bandinelli de-a lungul carierei.
- boxing at the 1948 Summer Olympics – flyweight[*]